# Séries médicas

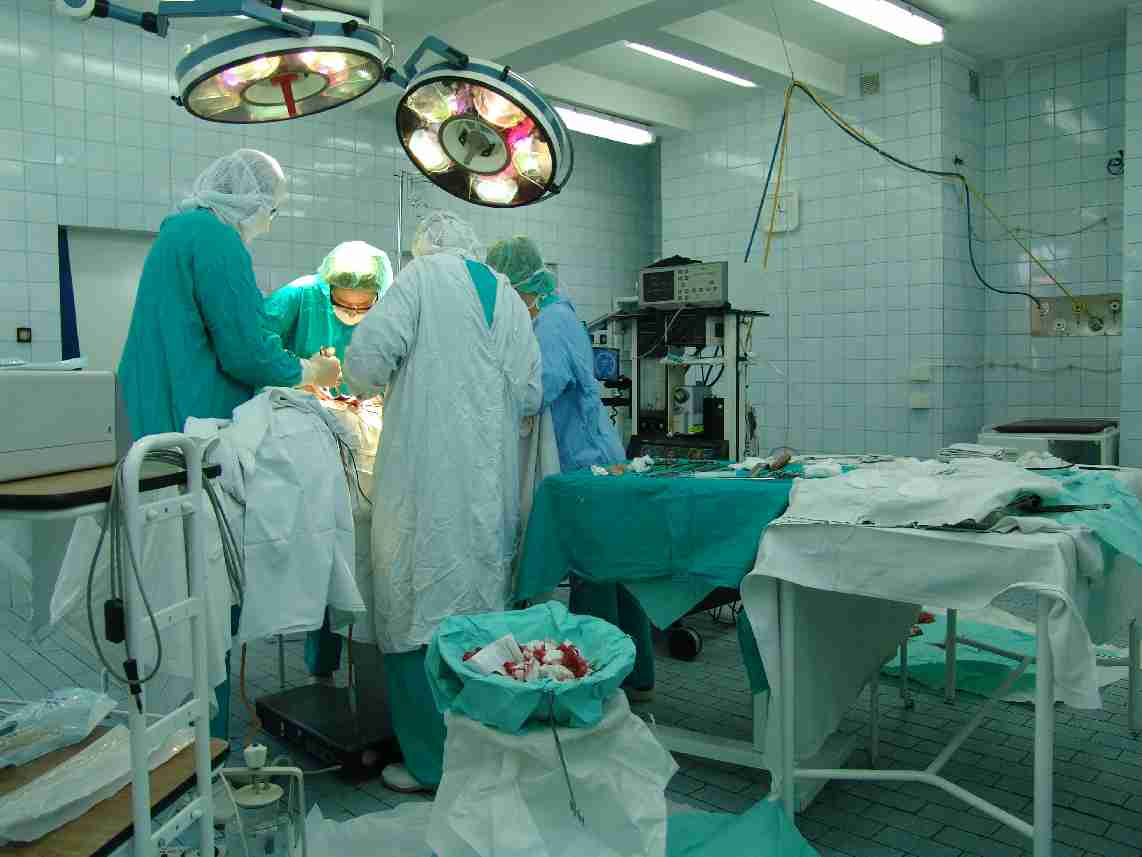
A realização de uma cirurgia é uma situação comum em séries médicas como ER e Nip/Tuck.

Drama médico é um gênero de série de televisão em que os eventos centrais giram em torno de um hospital, uma equipe de ambulância, ou qualquer ambiente médico. As séries médicas começaram a se tornar populares na década de 1960, com séries como Ben Casey, Dr. Kildare (nos EUA) e Emergency Ward 10 (no Reino Unido). No Brasil, um exemplo de série médica só viria a surgir na década de 1990, com o seriado Mulher, estrelado por Patrícia Pillar e Eva Wilma.
Com o passar dos anos, o gênero se provou muito mais que uma moda passageira, sempre se mantendo firme. Ainda que tenha passado por períodos de baixa, como o final dos anos 90, em que apenas E.R. se manteve em destaque, há muito que sempre se pode ver uma série médica sendo exibida.
Os últimos anos mostram uma revitalização do gênero, com diversos seriados surgindo e se tornando bastante populares. Destacam-se dessa leva Grey's Anatomy, House, Scrubs e The Good Doctor.
ER se manteve em destaque, chamando a atenção por contagiar os fãs por mais de 14 anos. O  seriado terminou na 15ª temporada, encerrou sua longa e elogiada trajetória no final em 2 abril de 2009, tornando-se o segundo maior drama médico da TV americana (com 331 episódios), recorde que foi quebrado por Grey's Anatomy (com sua 17ª temporada em exibição e mais de 360 episódios exibidos).
Outras séries médicas que, apesar de já terem sido encerradas, merecem ser citadas pela popularidade conquistada, incluem M*A*S*H, Doogie Howser, M.D. e Chicago Hope.

## Características
Uma série médica tende a seguir a linha do drama e ter episódios com uma hora de duração cada e se centrar basicamente no coditiano de um hospital, o qualquer outro ambiente semelhante, como uma clínica, um consultório cirúrgico, etc.
Com o tempo, adicionou-se ao "padrão" a necessidade de mostrar a vida pessoal dos médicos, mostrando sua família e relacionamentos fora do hospital. Entretanto, não é incomum que nesses seriados vida pessoal e trabalho se misturem, com muitos relacionamentos entre médicos e/ou entre médicos e enfermeiras ocorrendo, vide os constantes casos entre o staff de séries como ER, Grey's Anatomy e The Good Doctor.
As séries médicas são por muitas vezes chamadas de dramas médicos, pois é essa a direção que muitas tendem à adotar, mas é curioso notar como o gênero permite as mais variadas vertentes, com a inclusão de "subgêneros", vide:
- A novela e o melodrama, como em General Hospital, Grey's Anatomy e Private Practice.
- O drama de ação e romance como em The Good Doctor.
- A comédia, em sitcoms como Scrubs e E/R (não confundir com ER).
- O "drama de ação" ER
- A investigação médica de House, M.D. e Medical Investigation.
- E, obviamente, os reality shows, como em Dr. 90210.

## Críticas ao formato
Assim como qualquer "formato" de seriado, as séries médicas não estão salvas de críticas, que vão desde ao sensacionalismo de algumas situações ao suposto exagero de relacionamentos entre os membros de um mesmo hospital.
Grey's Anatomy é o atual campeão de reclamações, paradoxo interessante com seu enorme sucesso. As críticas vão desde à falta de realismo de muitas das situações médicas ali mostradas ao exagerado número de relacionamentos entre o staff.

## Clichês

### Os enfermeiros
É comum, numa série médica, que enfermeiros, enfermeiras e médicos entrem em conflito, assim como em relacionamentos amorosos.
Mas é interessante ver como são elas quem "dão o tom" ao hospital. São personagens que podem não ter muito destaque, ou sequer fazer parte do elenco regular, mas são as enfermeiras e enfermeiros que agem nos bastidores, atendem mais profundamente os pacientes e mantêm o hospital funcionando.
ER, House e Grey's Anatomy mostraram, recentemente, episódios em que as enfermeiras entraram em greve, o que desestabilizou totalmente os hospitais, levando os médicos ao desespero, mas, também, a perceber que não conseguem trabalhar sem elas.

### Os paramédicos

Ambulância em um atendimento de urgência.

Outros "personagens" comuns das séries médicas são os paramédicos. Apesar de ser raro que esses personagens tenham um grande destaque, sua presença é quase que obrigatória, em especial em série como ER e Grey's Anatomy, aonde o centro cirúrgico e o pronto-socorro possuem grande importância.
O "papel" dos paramédicos é, geralmente, apresentar o paciente ao chegar ao hospital, detalhando qual ferimentos ele possui, aonde estava, como foi socorrido, e outros detalhes que possam ajudar o médico no tratamento.
Em sua 13ª. temporada, ER apresentou Tony Gates, um paramédico estudante de medicina, como personagem regular. Ele é interpretado por John Stamos.

## História e evolução do gênero

### Anos 60
Dr. Kildare, exibida pela primeira vez em 1961 pela NBC, é considerada como o primeiro drama médico norte-americano. A série continuaria no ar até 1965, tendo um total de 190 episódios. Na mesma época, estreava na ABC, emissora rival, Ben Casey, sobre um jovem cirurgião interpretado por Vince Edwards.
Dr. Kildare (e Ben Casey em menor grau) são, de certa forma, responsavéis pela popularização do gênero, pois, ao adquirirem rapidamente um grande sucesso abriram o precedente para que novos seriados abordando o "universo médico" pudessem surgir.
"Kildare" contava a história de um jovem interno, o Dr. James Kildare (Richard Chamberlain), que trabalhava no fictício hospital Blair General, ao mesmo que tentava aprender sobre sua profissão, lidar com os problemas dos pacientes e ganhar o respeito de seu supervisor, o Dr. Leonard Gillespie (Raymond Massey).
No primeiro episódio da série, Gillespie diz a um sério e iniciante Kildare:
| “ | Nosso trabalho é manter as pessoas vivas, não dizer a elas como viver. | ” |

Kildare simplesmente ignora o aviso, o que seria a base para a maior parte das histórias das quatro temporadas que se sucederiam. A série foi a grande responsável por fazer de Chamberlain - que havia vencido outros 35 candidatos ao papel - um dos maiores ídolos juvenis dos anos 60, chegando a gravar uma música, intitulada Three Star Will Shine Tonight, tomando como base a música-tema do seriado.
A primeira série médica britânica, Emergency Ward 10, foi criada em 1957, após um mal-entendido. Tessa Diamond, criadora da série, estava procurando por um novo conceito, algo que pudesse gerar um novo programa quando seu agente sugeriu uma série sobre o dia-a-dia de um hospital. Ele queria, na verdade, que ela criasse um documentário, mas Diamond o interpretou erroneamente, e acabou criando um drama. 
A série é considerada, ao lado de The Groove Family como uma das primeiras grandes telenovelas do Reino Unido.
A série foi produzida pela ATV e se passava num hospital fictício chamado Oxbridge General. Inicialmente, a proposta para a série era a de uma minissérie que duraria apenas seis semanas - e se chamaria "Calling Nurse Roberts" - mas acabou se tornando uma das primeiras telenovelas da ITV, sendo exibida duas vezes por semana, à noite.
Emergency Ward 10 pode ser considerada "leve" para os padrões atuais, mas é inegável sua importância não só para a TV britânica, mas para as séries de televisão em geral. Foi a primeira a combinar, de forma bem-sucedida, histórias envolvendo a vida pessoal dos médicos e enfermeiras com os assuntos envolvendo a medicina. Além disso, foi a primeira telenovela britânica a se passar num local de trabalho.
Em 1967, a série foi finalmente cancelada, quando a audiência começou a cair após o show já estar no ar por dez anos. Lew Grade, um executivo da ATV, mais tarde admitiria que cancelar o programa foi um dos maiores erros que ele cometeu em todo a sua carreira.
A série podia estar cancelada, mas a "fórmula" não. Posteriormente, uma série vespertina surgiria, mantendo o gênero vivo: General Hospital (nenhuma conexão com a telenovela norte-americana de mesmo nome), que seria exibida de 1972 a 1979.

### Década de 1970
Em 1970, o primeiro episódio de M*A*S*H foi ao ar. A série, apesar de ser, em síntese, uma comédia, apresentava momentos mais sombrios, em especial pelas diversas mortes causadas pela Guerra da Coreia - cenário do programa. Essa "fórmula", que mistura comédia com momentos mais sombrios pode ser encontrada também em Doogie Howser, M.D. e Scrubs.
M*A*S*H entraria para a história por seu episódio final, o mais assistido de todos os tempos, que reuniu mais de 100 milhões de norte-americanos na frente da TV, com cerca de 77% de share.

### Década de 1990
ER é, sem dúvida, um marco para o gênero. Uma das séries mais bem-sucedidas de todos os tempos, tendo iniciado recentemente sua 15ª e última temporada, já recebeu dezenas de prêmios e teve em seu elenco atores aclamados como Anthony Edwards, George Clooney e John Leguizamo.
O show é marcado por sua edição rápida, com vários eventos acontecendo ao mesmo tempo, de forma  frenética, e por não "perder tempo" explicando cada um dos termos técnicos proferidos pelos médicos durante os episódios.
A ideia da série era, originalmente, para um filme, que seria dirigido por Steven Spielberg e roteirizado por Michael Crichton, mas os dois acabaram se envolvendo com Jurassic Park e o projeto foi adiado até se tornar uma série.
Crichton se tornou produtor executivo da série, e não mais se envolveu com os roteiros. Spielberg também produziu alguns episódios da primeira temporada.
A série possuiu diversos episódios notavéis, como "Love's Labor Lost"(Problemas no Parto, na versão traduzida do DVD) e "Motherhood"(Maternidade) - este último dirigido por Quentin Tarantino - "21 Guns", "The Gallant Hero and the Tragic Victor", entre outros.

### Anos 2000
Após o seu lançamento do seu primeiro episódio sem muitas expectativas, em 2005, Grey's Anatomy se tornou um enorme sucesso do gênero de drama medico, apresentando ação, drama e romance, recentemente em 2022 lançando a sua 19a temporada. A série já recebeu prêmios como o Globo de Ouro de melhor série dramática, o Emmy do Primetime de melhor atriz coadjuvante em série dramática e o Prémios People's Choice. Atualmente Grey's Anatomy contém três História derivada.
Em 2017, estreou-se no canal da American Broadcasting Company, o drama médico The Good Doctor baseado no drama altamente premiado homoninôma sul-coreano, Good Doctor. A série fala sobre um médico que tem que lidar com seus sentimentos mas também com seus colegas. Recentemente em 2022, o drama lançou sua 6a temporada, a série já foi indicada para o Globo de Ouro de melhor ator em série dramática e o Critics Choice Television Award de Melhor Ator em Série de Comédia, não tendo vencido nenhum até o presente momento.

## Médicos em séries
Entretanto, não é apenas em séries médicas que médicos podem possuir papel de destaque, vide os médicos de Star Trek, que desempenham um papel fundamental para a série.

## Controvérsias

### Nip/Tuck
Para maiores detalhes, veja Nip/Tuck
Uma razoável polêmica transcorre sobre o fato da série Nip/Tuck, do canal a cabo americano FX (exibida no Brasil pela FOX) ser ou não uma série médica. Por tratar da vida de dois cirurgiões plásticos, em tese, poderia sim ser considerada parte do gênero.
Mas, sua natureza polêmica, por retratar os personagens totalmente fora do que se costuma ver no gênero, a alta presença de cenas de sexo, além de mostrar as cirurgias de forma muito explícita, enfim, por "quebrar" diversas convenções e padrões do gênero, é considerada à parte por muitos. Curioso notar, entretando, que aquele que é considerado a maior de todas as séries médicas, ER, também "fugia dos padrões" da época em que foi lançado, com sua edição rápida, em ritmo frenético e por se focar nos personagens e não nos pacientes.

## Séries médicas no Brasil
Além do grande sucesso que ER fez durante o período em que foi exibido pela Rede Globo e pelo SBT, vale destacar o seriado Mulher, criado por Daniel Filho e protagonizado por Eva Wilma e Patrícia Pillar. Outra série médica brasileira foi lançada em 2017, exibida pela Rede Globo, com o nome de Sob Pressão. Além  disso, a TV Globo exibiu os dois primeiros epsódio de The Good Doctor em formato de filme, com isso a série fez um enorme sucesso no brasil, então a rede de tv deixou os outros epsódios serem exibidos na sua plataforma digital, o Globoplay.

## Reality Shows
Vários reality shows que tem a medicina como tema central já foram criados, e não raro causam polêmica. Vão desde Dr. 90210, que mostra a vida do famoso cirurgião Dr. Robert Rey à I Want a Famous Face, que é duramente criticado por mostrar jovens se submetendo à cirurgias para tornarem-se mais parecidos com celebridades.

### Dr. 90210
Dr. 90210 é, talvez, o mais proeminente reality show relacionado à medicina da atualidade. A série mostra o cotidiano do brasileiro Robert Rey, um dos melhores e mais populares cirurgiões de Beverly Hills - cujo código postal ele toma emprestado para dar título à série. Dr. 90210 foi inspirado no seriado Nip/Tuck. É transmitido aos domingos na RedeTV! e chamasse Dr. Hollywood.

## Séries médicas ao redor do mundo
Além dos EUA e do Brasil, as séries médicas também existem em várias outras partes do globo. Com um formato semelhante, as séries médicas provam ser um dos gêneros mais populares na televisão. Alguns exemplos de séries médicas em outros países:
- Casualty (Reino Unido): É a série médica que está há mais tempo no ar em todo o mundo. Produzida e exibida pela BBC, Casualty narra as histórias de médicos e enfermeiras ambientadas no hospital e na cidade fictícia de Holby City. Sua primeira transmissão foi no dia 6 de setembro de 1986. É considerada um dos programas mais tradicionais do Reino Unido e encontra-se na sua 23ª temporada. Vários atores já participaram da série, como: Parminder Nagra (que participou das últimas temporadas do também famoso drama médico americano ER), Kate Winslet, Orlando Bloom, entre outros.
- Holby City (Reino Unido): Spin-off do drama de longa data Casualty. Aborda mais os cirurgiões e enfermeiras e enfermeiros da ala cirúrgica do Holby City Hospital. Estreou dia 12 de janeiro de 1999 e atualmente está na sua 11ª temporada.